# Antofalla
Der Antofalla ist ein 6409 Meter hoher Stratovulkan in der Provinz Catamarca im Nordwesten Argentiniens. Der Vulkan ist der dritthöchste der noch aktiven Vulkane der Erde. Er befindet sich am Rande der Puna de Atacama, einem Hochplateau im Osten der Atacama-Wüste. Am Gipfel des Vulkans befinden sich Ruinen aus der Inka-Zeit, die nächstgelegene Besiedlung ist das Dorf Antofalla mit 45 Einwohnern (Stand von 2001). Der Name "Antofalla" stammt aus dem nahezu ausgestorbenen chilenischen Idiom Kunza und bedeutet: Ort, an dem die Sonne stirbt.